# Duisdorf
Duisdorf [ˈdyːsdɔʁf] ist ein Stadtteil der Bundesstadt Bonn im Stadtbezirk Hardtberg. Vor der Eingemeindung nach Bonn 1969 war das Amt Duisdorf eine selbstständige Verwaltungseinheit im damaligen Landkreis Bonn und umfasste Teile der heutigen Gemeinde Alfter sowie der Stadt Bonn.

## Lage
Duisdorf liegt im Westen Bonns am südöstlichen Rande des Vorgebirges und umfasst zusammenhängend Höhenlagen von 75 bis 150 m ü. NHN. Angrenzende Stadtteile sind im Südwesten die zu Duisdorf gehörende Siedlung Medinghoven, im Süden die Hardthöhe und der Brüser Berg, im Osten Lengsdorf, im Nordosten Endenich, im Nordwesten hinter dem Meßdorfer Feld Lessenich/Meßdorf. Im Westen grenzt Duisdorf zudem an die Gemeinde Alfter.

## Name
Die mittelalterlichen Vorläuferformen des heutigen Ortsnamens gehen zurück auf den belegten fränkischen Personennamen Dudin bzw. Dudo. Die Synkope des intervokalischen -d- sowie der Schwund des -n- führten zu einer Umlautung des Stammvokals (u zu ü), im Gegensatz zu den Ortsnamen Roisdorf und Troisdorf, wo das -i- als Dehnungslaut hinzukam. Die korrekte Aussprache von Roisdorf und Troisdorf lautet also Roosdorf bzw. Troosdorf, die von Duisdorf aber Düsdorf. Diese Aussprache zeichnete sich bereits ab dem Ende des 15. Jahrhunderts ab. Der Zusammenfall von Orthographie und Phonetik lässt sich durch schriftliche Zeugnisse (1558 Dueßdorpff, 1574 Düsdorff) belegen.

## Wahrzeichen
Wahrzeichen und volkstümliches Wappentier von Duisdorf ist der Esel, was zurückgeht auf das 18. Jahrhundert, als man das Getreide zum Mahlen noch zur Lessenicher Wassermühle bringen musste. Pünktlich zur Mittagszeit ging es dann mit den mit Mehlsäcken beladenen Eseln durch die Benden in der Nähe der heutigen Bahnhofstraße zurück zum Dorf. Die auf den umliegenden Feldern arbeitenden Bauern riefen: „Do kumme die Duisdorfer Äsele“, wobei sich der Ausdruck auch auf die Begleiter der Esel übertrug und die Duisdorfer damit ihren Spitznamen weg hatten. 2004 schuf der Bonner Bildhauer Helmut Moos für Duisdorf die Bronzeplastik eines Esels, die auf dem Schickshof aufgestellt wurde.

## Geschichte

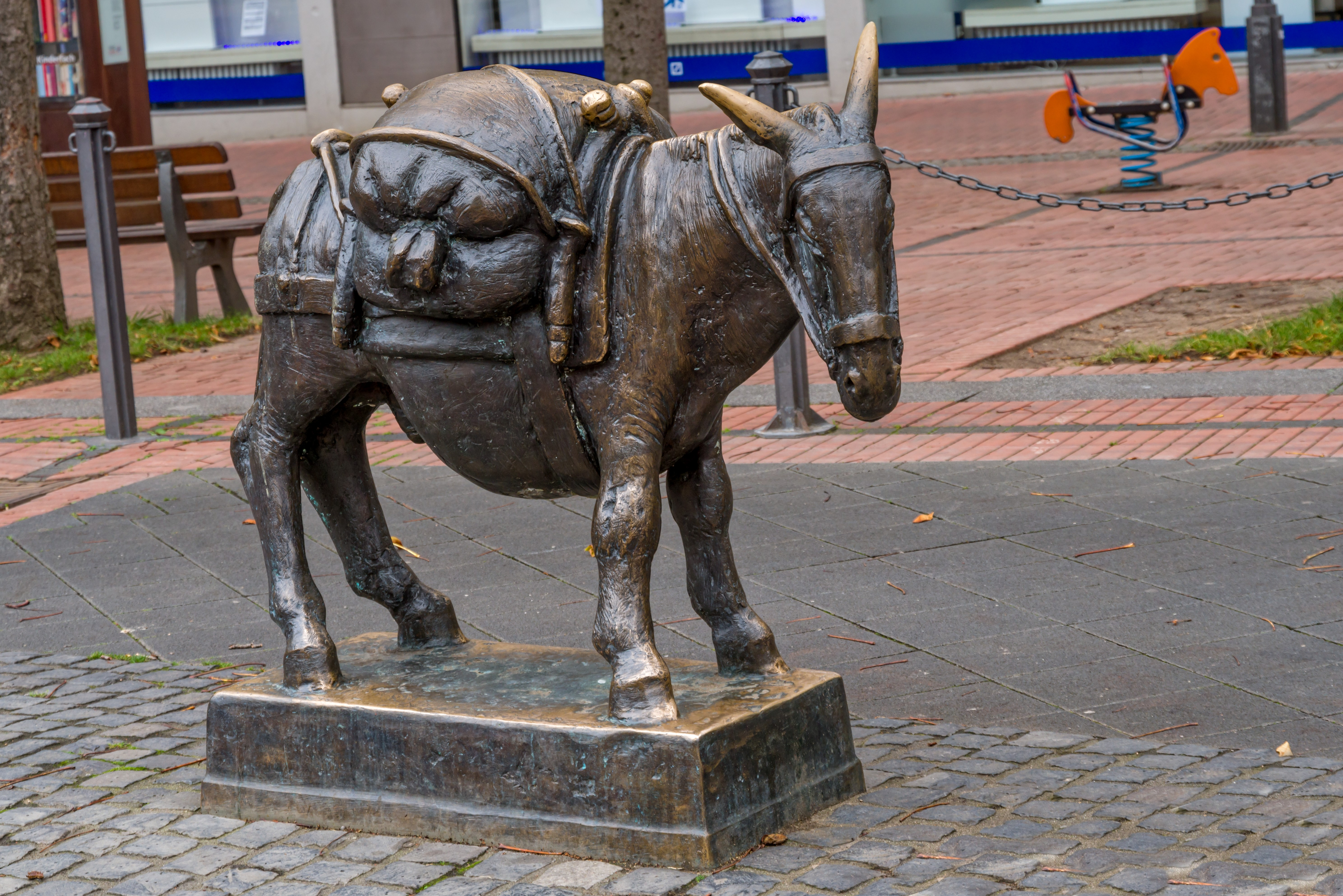
Das Duisdorfer Äselche, Wahrzeichen der Stadt.

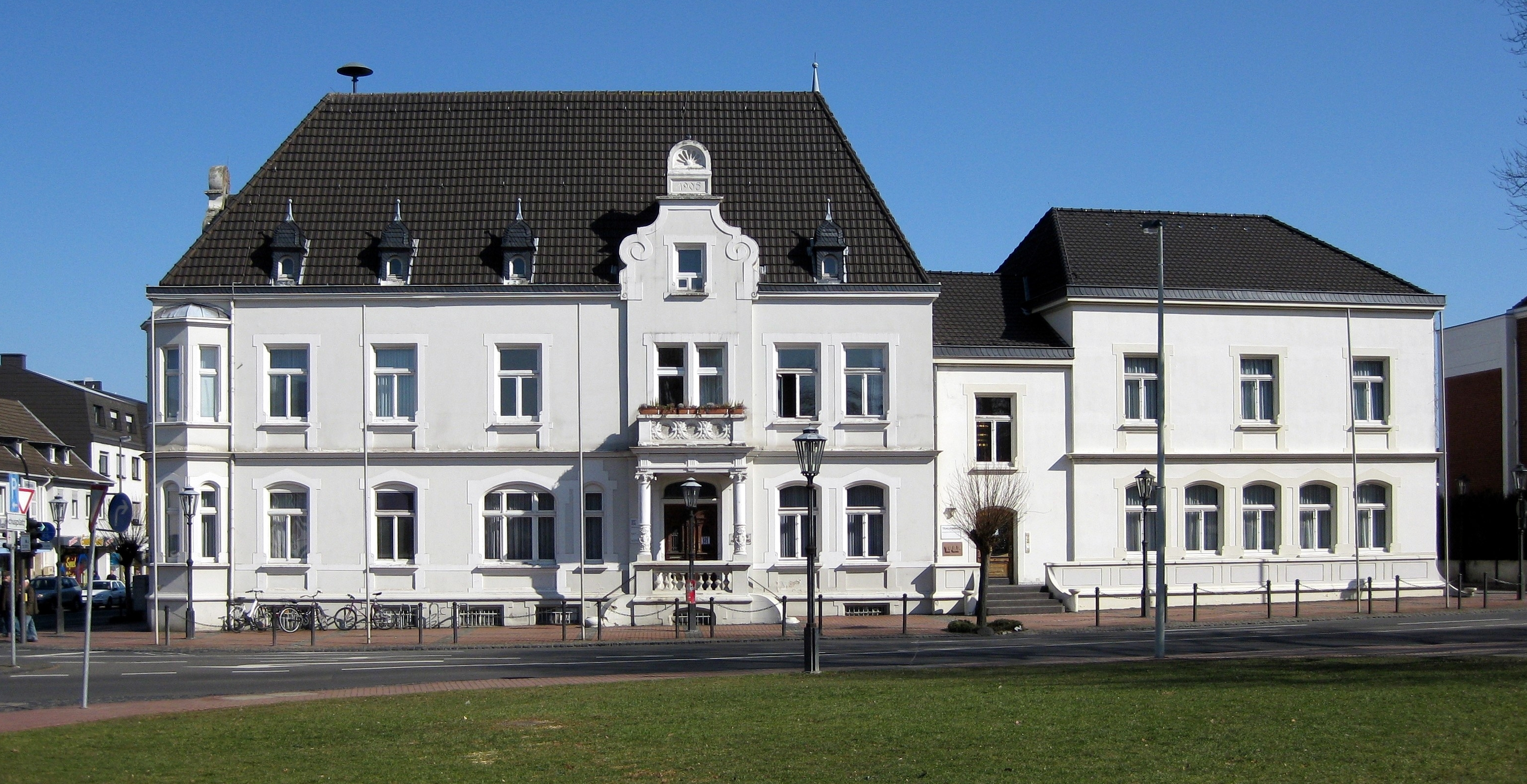
Rathaus Hardtberg

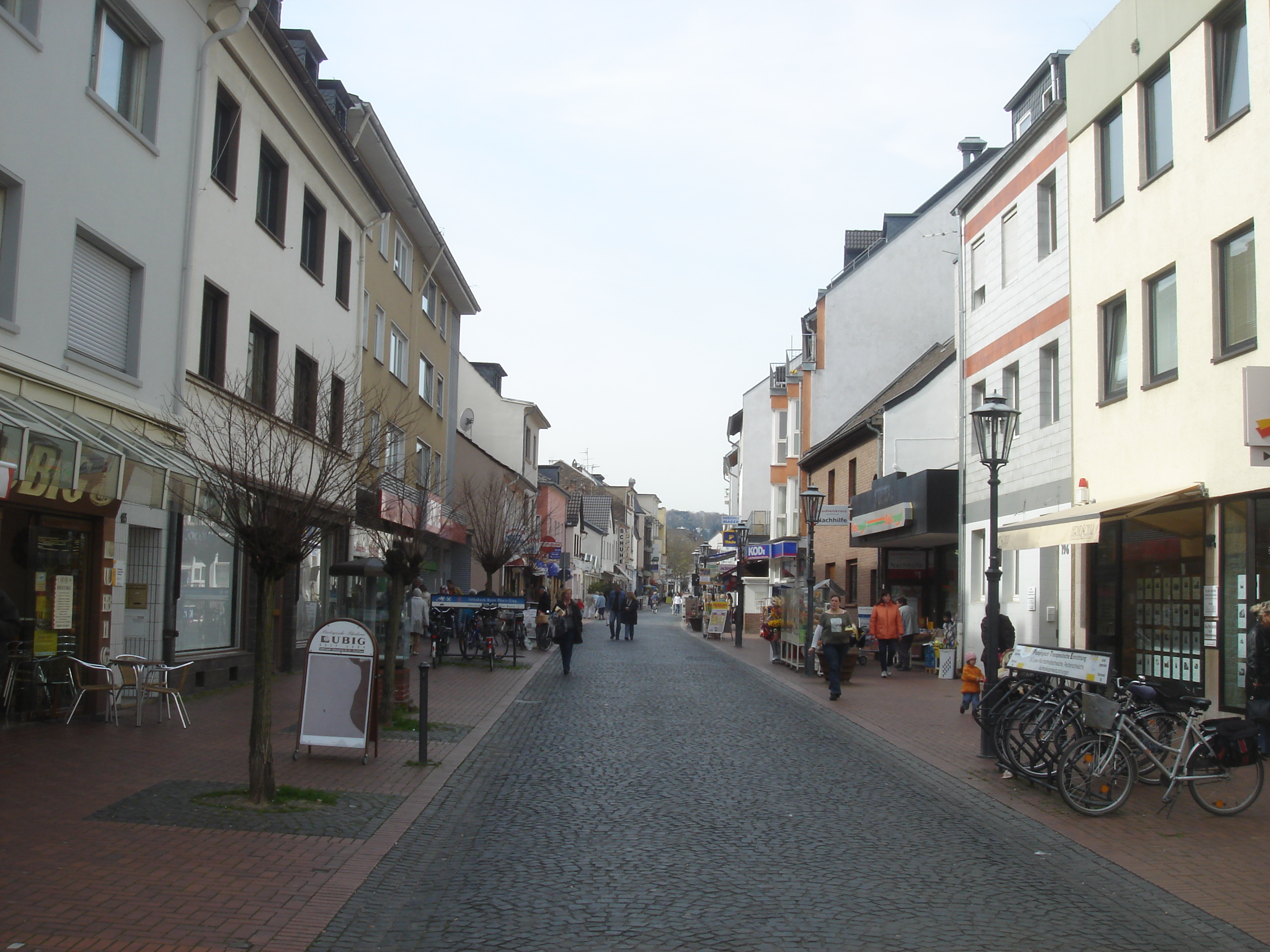
Fußgängerzone

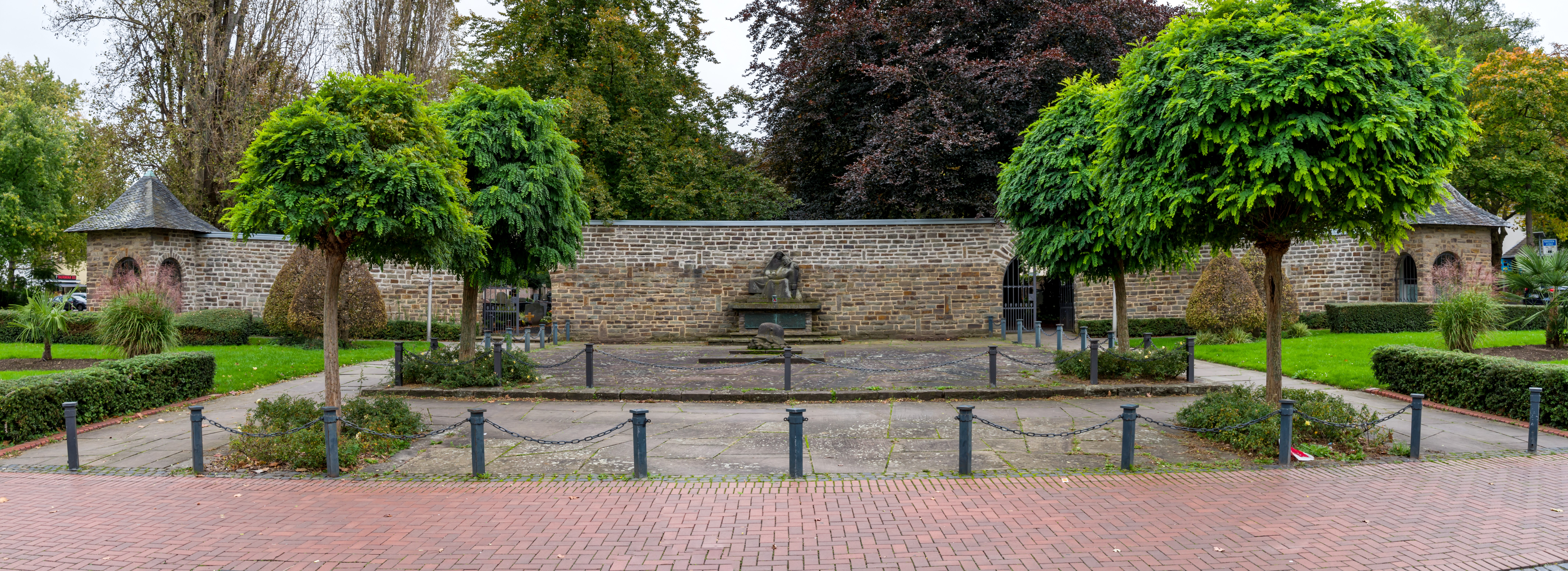
Das Kriegerdenkmal in Duisdorf

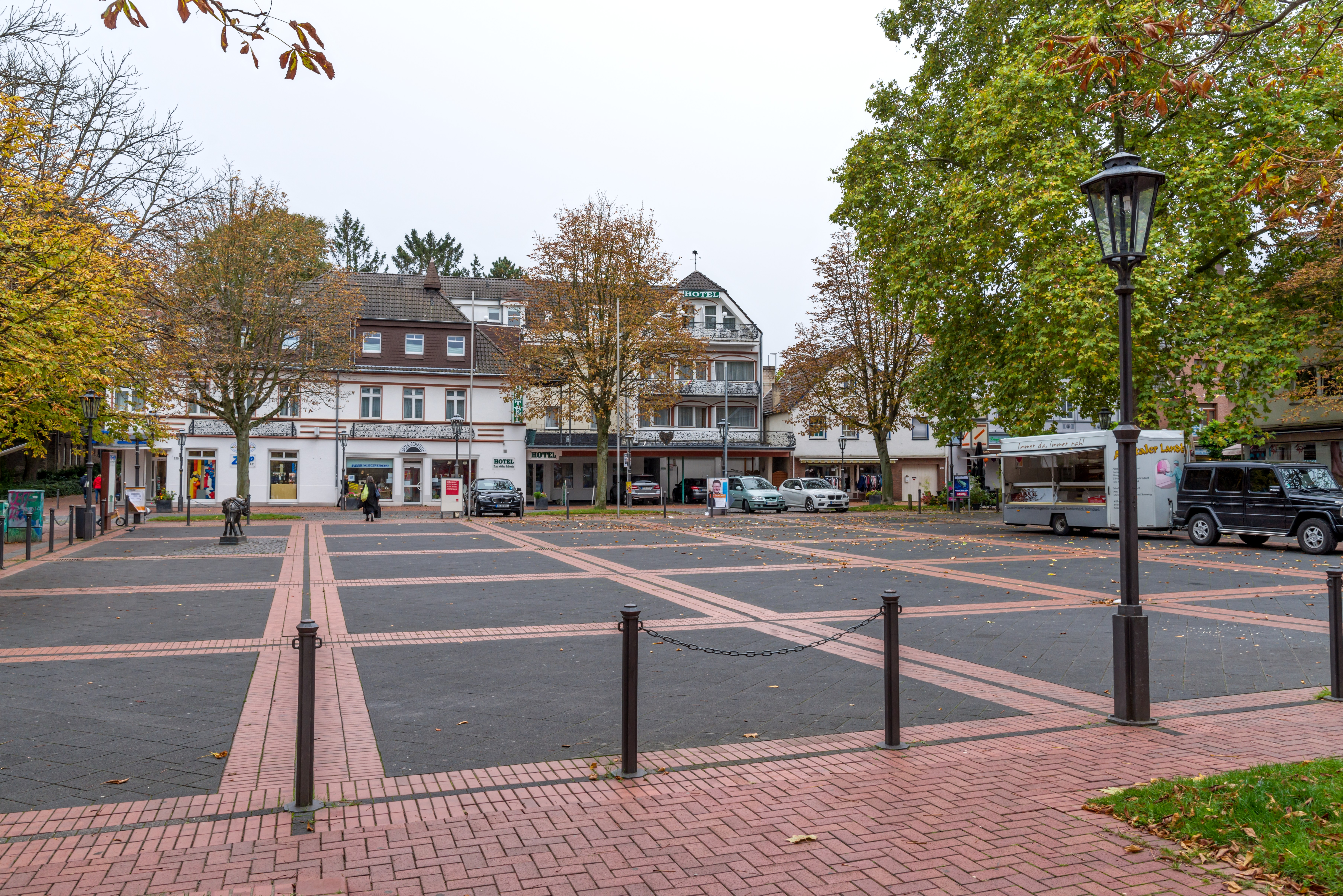
Marktplatz

Um 1282 wird ein Henrich Stael, Ritter von Dustorp erwähnt. Und am 4. Dezember 1392 findet sich ein Johann van Duestorp als Schöffe am Schöffengericht zu Bonn.
In kurfürstlicher Zeit war Duisdorf ein Dingstuhl mit eigenem Schöffengericht.
In preußischer Zeit war die Gemeinde Duisdorf von 1816 an der Bürgermeisterei Poppelsdorf zugeordnet, aus der 1904 die Bürgermeisterei Duisdorf entstand, die 1927 in Amt Duisdorf umbenannt wurde.
Durch die kommunale Gebietsreform wurde das Amt Duisdorf am 1. August 1969 aufgelöst. Die bis dahin eigenständigen und zum Amt Duisdorf gehörenden Gemeinden Alfter, Gielsdorf, Impekoven, Oedekoven und Witterschlick bildeten die neue Gemeinde Alfter und die Gemeinden Buschdorf, Duisdorf, Ippendorf, Lengsdorf, Lessenich und Röttgen wurden Teile der Stadt Bonn.
Duisdorf ist Standort des Bundesministeriums für Ernährung, Landwirtschaft und Verbraucherschutz, des Bundeswirtschaftsministeriums, des Bundesgesundheitsministeriums und des Bundesfamilienministeriums sowie des Bundesministeriums der Verteidigung auf der Hardthöhe und der Zentralen Auslands- und Fachvermittlung der Bundesagentur für Arbeit. Ein Teil dieser Bundesbehörden befand sich bis Ende der 1990er-Jahre in der ehemaligen Troilokaserne.

## Haltepunkt Bonn-Duisdorf

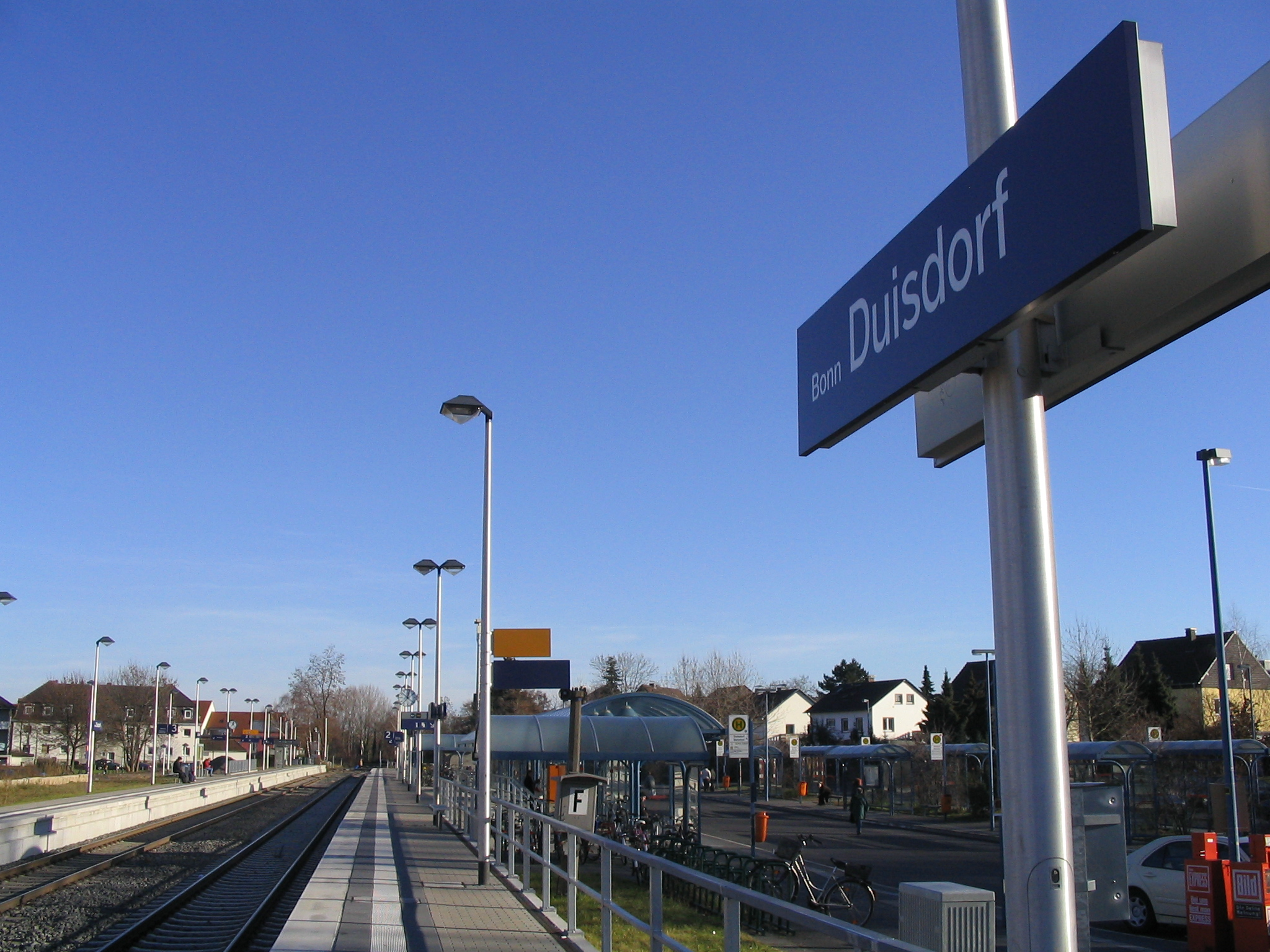
Haltepunkt Bonn-Duisdorf

Der 1880 eröffnete Bahnhof ist heute ist ein zweigleisiger Bahnhaltepunkt an der Voreifelbahn Bonn–Euskirchen. Die Voreifelbahn verkehrt unter der Liniennummer S 23 und gehört zur S-Bahn Köln. Die Betreiberin DB InfraGO führt die Station in der Preisklasse 6.

## Bildung
Das Helmholtz-Gymnasium wurde 1961 als Gymnasium des Amtes Duisdorf eröffnet. Ein Jahr später wurde es offiziell nach Hermann von Helmholtz benannt. Das Gymnasium ist recht bekannt für die regelmäßigen Projekte seiner Musical-AG, der Helmholtz Drama Group. Sie wurde 1991 gegründet.
Des Weiteren gibt es seit 1965 die Realschule Medinghoven, die heute in Margot-Barnard-Realschule umbenannt ist.
Die vier Grundschulen, Rochusschule (kath.) im Zentrum, die Ludwig-Richter-Schule (Gemeinschaftsgrundschule) in „Neu-Duisdorf“, sowie in den Siedlungen Finkenhof und Medinghoven jeweils eine Gemeinschaftsgrundschule.
Auch ist Duisdorf Standort einer Außenstelle der Volkshochschule (Alte Schule direkt neben der Rochus-Kirche) und der Musikschule (in der ehem. Gutenbergschule). Außerdem gibt es noch einige Förderschulen.

## Kultur
In Duisdorf ist das tik – Theater im Keller zu Hause.
Ein weiterer Veranstaltungsort des kulturellen Lebens im Stadtbezirk Hardtberg ist das Kulturzentrum Hardtberg. Es wird vom Verein „Hardtberg Kultur“ mit ehrenamtlichen Engagement betrieben.
Von 1966 bis zu seinem Tod 1982 hatte der Künstler Alf Bayrle sein Atelier an der Klosterstraße 15.
Der Musikverein Bonn-Duisdorf gegr. 1949 e. V. ist ebenfalls in Duisdorf zu Hause.

## Porzellanfabrik
1905 gründeten die Brüder Carl und Eduard Schumann unter dem Namen Eduard Schumann Porzellanfabrik in Duisdorf eine Porzellanfabrik. Das Fabrikgelände befand sich direkt am Bahnhof (Alter Heerweg 2). Nach dem Tod von Eduard Schumann 1907 wurde zum Fortbetrieb der Fabrik 1908 die Keramische Werke GmbH gegründet. Geschäftsführer waren die Bonner Kaufleute Gustav Wahl und Andrew Bayerwaltes. Das Stammkapital betrug 250.000 Mark. 1912 erfolgte die Umbenennung der Keramische Werke GmbH in Westdeutsche Porzellanfabrik GmbH. 1935 meldete das Unternehmen mit 200 Beschäftigten Konkurs an. Das Unternehmen wurde ersteigert und in Rhenania Porzellanfabrik GmbH umbenannt. Alleiniger Inhaber war Georg Kettner. Am 30. Juni 1958 wurde die Fabrik wegen veralteter Produktionsanlagen und fehlender Nachfolger geschlossen. Hergestellt wurde dort Gebrauchs- und Zierporzellan mit blauem Unterglasur-Dekor: Zwiebelmuster und Strohmodell. Bekannt wurde die Fabrik 1950 mit dem Geschirr Eva. Das Hotelgeschirr mit der Form 85 erhielt 1954 eine Auszeichnung.